# Hermann Wilhelm Ludwig
Hermann Wilhelm Ludwig (* 29. April 1890 in Zwickau (Böhmen); † 11. September 1948 in Schöneck) war ein sudetendeutscher Komponist, Kantor und Organist.

## Leben und Werk
Hermann Wilhelm Ludwig studierte Orgel und Komposition am Prager Konservatorium. Zusätzlich studierte er Kirchenmusik bei Franz Xaver Haberl in Regensburg.
Hermann Wilhelm Ludwig wirkte von 1904 bis 1924 – unterbrochen durch die Kriegsjahre – als Theater- und Opernkapellmeister an den Stadttheatern von Olmütz, Karlsbad, Teplitz-Schönau, Eger-Franzensbad, Wr. Neustadt, Regensburg, Ulm und Gablonz. Er widmete sich dann, unterstützt und gefördert von der Prager Deutschen Gesellschaft für Wissenschaft und Kunst, in seiner Heimatstadt Zwickau dem Komponieren.
Hermann Wilhelm Ludwig wurde von den Nationalsozialisten als „Modernist“ abgelehnt, zumal er zwischen 1924 und 1935 Mitglied der tschechoslowakischen KP war und deren Arbeitergesangverein leitete. Zudem hatte er auch Musikkritiken für das KP-Parteiblatt Vorwärts geschrieben und in seinem kompositorischen Werk Tendenzen der Schönbergschule frei weiterentwickelt. Weiterhin hatte er eine kompositorische Huldigung für den wegen Landesverrates verurteilten und 1938 in KZ-Haft gestorbenen pazifistischen Publizisten Carl von Ossietzky geschrieben.
Hermann Wilhelm Ludwig wirkte von 1940 bis 1945, nachdem er zum protestantischen Glauben konvertiert war, als Kantor und Organist an evangelischen Kirchen in Deutschland. Er sah sich einem strikten Boykott ausgesetzt und verdiente in diesen Positionen keinen ausreichenden Lebensunterhalt. Er trat dann „der Not gehorchend und dem Drucke nachgebend“ 1941 in die NSDAP ein, die ihn wegen seiner Gesinnung gar nicht aufnehmen wollte. Ludwig schreibt selbst dazu: „Mein Verhalten war stets passiv und ich habe mit Geschick Unterwühlung durch Agitation in der Partei betrieben.“ Dieses Verhalten wurde entdeckt und Ludwig wurde 1944 aus der NSDAP ausgeschlossen.
Zu diesem Zeitpunkt hatte er bereits ein reichhaltiges, meist unveröffentlichtes kompositorisches Werk geschaffen: Kirchenmusik, eine Reihe Klavierstücke, weltliche Chöre und Lieder, die unvollendete Oper Tschandakausika nach einem indischen Drama sowie einige Orchesterwerke, Streichquartette, das Klavierquintett Kaleidoskop und das bereits genannte Memento für Carl von Ossietzky.
Ab 1945 bemühte sich Ludwig erfolglos um die Rückkehr in seine böhmische Heimat. Seine letzten Jahre verbrachte er als Privatmusiklehrer im sächsischen Schöneck. Er starb 1948, ohne dass sich bis dahin auch nur die Spur eines künstlerischen Erfolges einstellte. Weder die sächsische Nachkriegs-SED noch Konzertveranstalter in den deutschen Westzonen und der nachfolgenden BRD wollten mit dem „Kommunisten“ Ludwig etwas zu tun haben. Der Musikwissenschaftler Fred K. Prieberg wertet resümierend: „Alle […] Förderer der angeblichen „antifaschistischen“ Neuen Musik nach 1945 haben sich […] ein Armutszeugnis ihrer Uninformiertheit, ihres Kuschens vor der nun vom „kalten Krieg“ bestimmten öffentlichen Meinung ausgestellt.“